# Methacarn
Il methacarn è un liquido fissativo alcolico che a temperatura ambiente si presenta limpido, incolore e altamente volatile.
Come ogni fissativo, la sua azione consiste nel prevenire il decadimento dei tessuti dopo la morte, la decomposizione causata da azione batterica e l'autolisi dovuta a enzimi. Inoltre consente di mantenere inalterato il rapporto tra ambiente intra ed extra cellulare.
Il suo punto di ebollizione è calcolato intorno a 64,5 °C e dimostra incompatibilità con agenti ossidanti come nitrati, perossidi, perclorati e acidi come il nitrico e il solforico.
È composto da:
etanolo assoluto al 60%;
cloroformio al 30%;
acido acetico glaciale al 10%.

## Proprietà ed usi
I fissativi alcolici, tra cui il Methacarn, agiscono per coagulazione ossia tramite denaturazione delle proteine, modificando in modo irreversibile la struttura terziaria, così da creare nuove stabilizzazioni tra gruppi diversi di differenti proteine che reagiscono tra loro formando aggregati.
Il metanolo e l'etanolo, in particolare, agiscono in maniera simile al calore, determinando un allontanamento delle catene polipeptidiche adiacenti in seguito a rottura e formazione di nuovi legami crociati che portano a disidratazione, stabilizzando le proteine.
Per preservare inoltre le strutture cellulari, i fissativi alcolici devono mantenere un pH fisiologico, possibilmente in un range compreso tra 7,2 e 7,4.
Il Methacarn si presta sia a indagini cito-istologiche (se usato correttamente permette di mantenere un'inalterata morfologia cellulare), sia per indagini immuno-istochimiche, in quanto consente una buona conservazione dell'antigenicità.
In particolar modo si è visto che il fissativo consente una buona localizzazione istochimica di vari antigeni tra cui collagene di tipo IV, l'actina, il fattore VIII della coagulazione e l'alfa-fetoproteina.
Tuttavia il suo uso principe è riconducibile a indagini citogenetiche, per il fatto che consente di rendere ben visibili le componenti nucleari e di conservarle.
Vari studi segnalano che l'integrità dell'RNA estratto da campioni fissati in Methacarn è paragonabile a quella ottenuta sottoponendo le cellule a congelamento in azoto liquido, in quanto permette di preservare sequenze di RNA anche fino a 700 paia di basi (pb).
È rilevante sottolineare che tale integrità si mantiene anche a distanza di diversi anni e che, a differenza della conservazione tramite congelamento, la morfologia cellulare viene meglio rispettata ed è preservata la struttura del citoscheletro.

## Storia
Carnoy, alla fine dell'Ottocento, approntò un fissativo citologico a base alcolica addizionando all'alcool etilico una quantità uguale di acido acetico, con lo scopo di emolizzare i globuli rossi e rendere il preparato di più facile lettura dopo colorazione.
Si vide che il fissativo funzionava ottimamente per indagini nucleari, in quanto rendeva queste componenti ben visibili dopo colorazione, ma conservava poco la morfologia cellulare, anche a causa delle alterazioni coagulative dovute all'alcool.
Per ovviare a tale problema, venne aggiunto cloroformio che, grazie alla sua naturale attività, solubilizzava le membrane e rendeva l'azione dell'alcool più rapida migliorandone la penetrazione nelle cellule. 
Il nuovo fissativo, chiamato liquido di Carnoy, è ancora oggi così composto:
-alcool etilico assoluto: 6 parti (60 ml);
-cloroformio: 3 parti (30 ml);
-acido acetico glaciale: 1 parte (10 ml).
Per garantire una ancora più rapida penetrazione del fissativo e renderlo utile anche per preparati istologici, si è sostituito all'alcool etilico quello metilico. Quest'ultimo, essendo il più piccolo tra gli alcoli, è soggetto a minori interferenze steriche e consente una migliore conservazione di DNA e RNA che, se sottoposti invece all'azione denaturante dell'alcool etilico, si degradano facilmente.
Questo nuovo preparato ha preso il nome di Methacarn.

## Procedure
La miscela di Methacarn si altera rapidamente, per cui è necessario prepararla prima dell'uso e, a causa delle sue caratteristiche chimico-fisiche e di tossicità, va manipolata sotto cappa e con guanti protettivi.
Il materiale da fissare deve essere processato immediatamente dopo il prelievo per mantenere inalterate le proprietà isto-citologiche.
Nel caso di prelievi istologici, la misura massima consigliata della sezione può raggiungere anche 0,5-1 cm. Il volume di fissativo richiesto deve sempre essere di 15-20 volte maggiore rispetto al volume del tessuto.
Nel rispetto dei parametri ottimali il tempo di fissazione varia tra le 4 e le 6 ore. Esempio classico è quello dei linfonodi sentinella che, ridotti a minute sezioni, possono essere fissati completamente in 4 ore.
Nel caso di fissazione di materiale di dimensioni maggiori i tempi si dilatano (fino a 24-48 ore) e si rende necessaria la sostituzione periodica del fissativo in uso con altro nuovo.
Nel caso infine di sezioni criostatiche, il processo di fissazione è molto rapido (5 minuti) ma richiede temperature attorno ai 4 °C.
Terminata questo processo, il campione prosegue fino all'inclusione in paraffina.
Il Methacarn non può essere inteso come decalcificante in quanto l'acido acetico, in esso contenuto, per svolgere tale azione, avrebbe bisogno di essere in soluzione acquosa; tuttavia l'unica fonte di acqua disponibile si trova in quantità limitata nel tessuto stesso. 
Nel caso di tessuti con componente adiposa rilevante, quali le mammelle, il Methacarn risulta essere molto efficace nel rimuovere l'eccesso adiposo, grazie al cloroformio e alla sua attività di solvente lipidico.
In questo caso l'unica accortezza da attuare sarà cambiare il fissativo a metà procedimento con altro fresco, a causa della quantità di lipidi che si liberano nella soluzione.